# Естер Шалев-Герц
Естер Шалев-Герц (англ. Esther Shalev-Gerz; 1948, Вільнюс) — ізраїльська художниця литовського походження, скульпторка. Разом з чоловіком Йохеном Герцом створила «Монумент проти фашизму» в гамбурзькому кварталі Харбург.

## Біографія
- 1948 — народилася у Вільнюсі, Литовська РСР (нині Литовська Республіка), в єврейській сім'ї;
- 1957 — переїжджає в Єрусалим;
- 1975—1979 — дослідження образотворчих мистецтв у Бецалель школи мистецтв і дизайну, Єрусалим;
- 1980—1981 — живе в Нью-Йорку;
- 1984 — переїжджає у Париж;
- 1990 — живе у Берліні, Німецька служба академічних обмінів (стипендія);
- 2002 — участь у міжнародній програмі International Artists Studio Program (стипендія), Стокгольм;
- 2003—2015 — професор у Школі образотворчого мистецтва Valand, Гетеборзький університет, Швеція[5].

Живе і працює в Парижі, Лондоні та Нью-Йорку.

## Відомі проекти

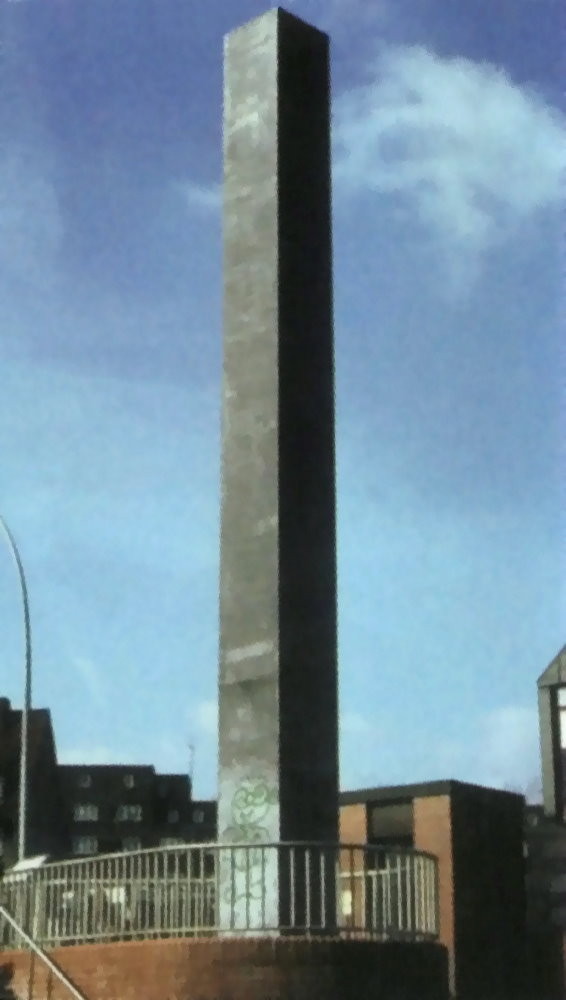
Монумент проти фашизму

- Oil on Stone — перша монументальна робота, 1983 рік, Тель-Хай, Ізраїль. Скульптура з білого єрусалимського каменю, плити розрізали на цегли, які повторно зібрали[6].
- Monument Against fascism (Монумент проти фашизму або Монумент проти фашизму, війни і насильства, за мир і права людини[7])

У 1983 році влада Гамбурга оголосили конкурс на найкращий монумент проти фашизму, Йохен Герц і Естер Шалев-Герц відмовилися від ідеї розташування пам'ятника на галявині у парку, встановили його на пішохідній вулиці в кварталі Харбург. Це була 12 — метрова колона, яка покрита тонким шаром свинцю. Поруч з нею висіли стилоси, за допомогою яких будь-яка людина могла залишити свій підпис, малюнок у знак протидії фашизму. Коли вільного місця не залишалось, ця частина колони опускалася у землю, а написи покривали наступну секцію. Встановлений у 1986 році, пам'ятник опускали шість разів. У 1993 році був занурений у глибоку шахту. Зараз він під землею з 70 000 підписами.
- The Dispersal of Seeds, The Collection of Ashes, Женева, Швейцарія. Створене у 1995 році та подароване Німеччиною у зв'язку з 50-ю річницею ООН[3].
- First Generation — постійне відео і звукова інсталяція Multicultural Center Botkyrka, Fittja, Швеція, 2004 рік[8].
- A Thread, 2003—2006 роки, Глазго, Шотландія[9].
- Les Inséparables, Швеція. У 2008 році Wanas Foundation ввів у експлуатацію нову версію подвійного годинника Angel 10, який спочатку був частиною установки «Нерозлучні Ангели» на будинку для Вальтера Беньяміна, 2000. Тепер цей новий 3-метровий широкий подвійний годинник встановлений у парку фонду[10].

## Роботи у публічних колекціях (музеях)
- Fond Regional d'Art Contemporain de Bretagne Rennes (Франція)
- Skissernas Museum Lund (Швеція)
- Sprengel Museum Hannover (Німеччина)
- MacVal Vitry-sur-Seine (Франція)
- Kulturbehörde Hambourg (Німеччина)
- Fond d'Art Public Stockholm (Швеція)
- UNO park Geneva (Швейцарія)
- City of Marl (Німеччина)
- Wanas Foundation Östra Göinge (Швеція)
- Collection d'art contemporain de la Ville de Marseille (Франція)
- Musée Henry Martin Cahors (Франція)
- Musée Municipale de La Roche-sur-Yon (Франція)
- Manufacture des Gobelins Paris(Франція)
- Buchenwald Memorial (Німеччина)
- Fondation Cartier Paris (Франція)
- Environment Trust Glasgow (Велика Британія)
- Maison Européenne de la Photographie Paris (Франція)
- Collection de la Fondation Hippocrene Paris (Франція)
- Musée Cantonal des Beaux Arts/Lausanne (Швейцарія)
- The Wolfsonian-FIU Miami Beach (США)
- The Israel Museum Jerusalem (Ізраїль)
- Fonds d'art contemporain de la Ville de Genève (Швейцарія)
- The Hasselblad Foundation (Швеція)[11]